# Toma de Menorca (1782)
La toma de Menorca (del 19 de agosto de 1781 al 5 de febrero de 1782) fue un enfrentamiento bélico entre tropas británicas y una coalición de fuerzas españolas y francesas por el control de la isla de Menorca (parte del archipiélago balear). El conflicto, vinculado con el desarrollo de la guerra de Independencia de los Estados Unidos, se saldó con la victoria del ejército hispano-francés, y supuso el retorno de la isla a la corona española, hecho ratificado en 1783 en el Tratado de París.

## Antecedentes
El 12 de abril de 1779, España y Francia renovaron el Tercer Pacto de Familia mediante el Tratado de Aranjuez, a raíz del cual la primera intervendría en la guerra de Independencia de los Estados Unidos junto a la segunda, que ya estaba inmersa en este conflicto contra Gran Bretaña. Uno de los puntos de dicho acuerdo establecía la cooperación militar de los dos reinos para la recuperación de la soberanía española sobre la isla de Menorca, que había sido ocupada por los británicos en 1708 durante el transcurso de la Guerra de Sucesión Española, y reconocida oficialmente como territorio bajo soberanía británica a raíz del Tratado de Utrecht de 1713.
Aunque considerado un objetivo secundario con respecto a la reconquista de Gibraltar, la otra fortaleza británica en el mar Mediterráneo, evitar el control británico de Menorca fue importante porque albergaba una próspera flota de corsarios, con licencia del gobernador británico (el teniente general James Murray) para apoderarse de buques mercantes que pudieran hacer negocios con los enemigos de Gran Bretaña.

## Preludio

### Planes de reconquista

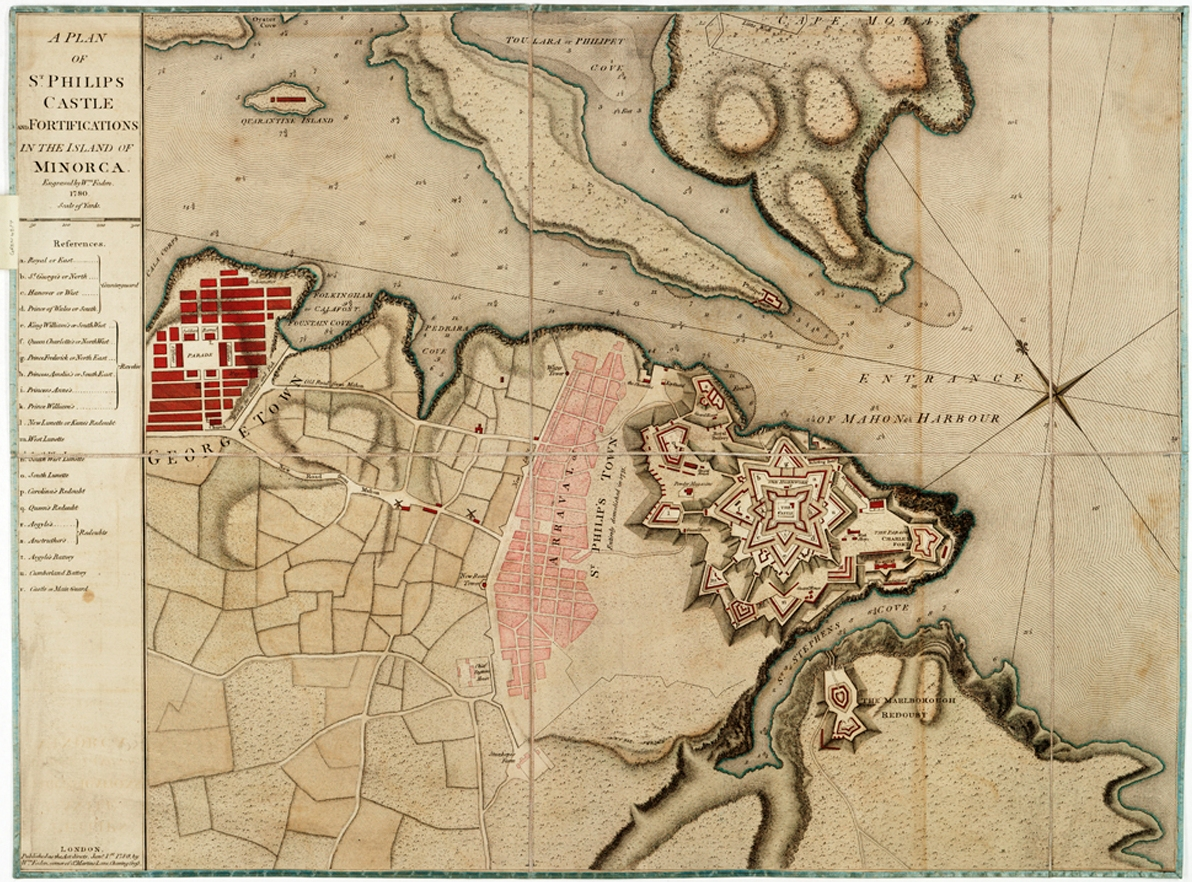
Plano del Fuerte de San Felipe (1780)

El intento de recuperar Gibraltar en 1779 condujo a un asedio prolongado y, a finales de 1780, los líderes militares españoles aceptaron que tendrían que embarcarse en algunos de sus otros proyectos en paralelo a las operaciones en curso para tomar el peñón. Por lo tanto, durante los primeros meses de 1781 se planeó una invasión de Menorca, iniciativa liderada por un militar francés (el duque de Crillon). En teoría, estaba trabajando con el ministro de Guerra y con el de Asuntos Exteriores de España (el Conde de Floridablanca), pero en la práctica la relación entre los dos hombres parece haber sido algo tensa, y quizás De Crillon no siguió tantos consejos como debería haber hecho.

### Flota de invasión
El 25 de junio de 1781, una fuerza naval francesa integrada por unos 20 buques de guerra, comandados por el almirante Guichen, partió desde Brest para realizar una patrulla costera, que resultó implicar navegar hacia el Mediterráneo. Iban a proporcionar protección adicional a la flota invasora, pero, para engañar a los británicos, no se unirían a sus aliados españoles hasta que estuvieran cerca del objetivo. La flota de invasión española (51 transportes de tropas, 18 buques de suministros, 3 barcos hospital, 3 de víveres, 2 barcos de bombardeo, un brulote y 13 barcos de escolta armados) partió de Cádiz el 23 de julio de 1781, inicialmente en dirección oeste para aparentar que su destino era América. Pero la flota viró por la noche y atravesó el estrecho de Gibraltar el 25 de julio. Ante vientos contrarios en el Mediterráneo, el 29 de julio el convoy empezó a fragmentarse y se vio obligado a refugiarse en la cala de La Subida, cerca de Cartagena. En algún momento de los días siguientes, los buques de guerra franceses se unieron discretamente a los españoles. La flota combinada salió de La Subida el 5 de agosto, estuvo a la vista de Alicante el 14 de agosto y después, en la noche del 17 de agosto, se alejó de la costa española y navegó en paralelo hacia la isla de Formentera. El 18 de agosto, al pasar por la pequeña isla de Cabrera, situada al sur de Mallorca, a la flota se unieron otros 4 buques de guerra, procedentes de Palma. Esa noche, el viento sopló del sureste y la flota tuvo que tomar precauciones para evitar encallar en Mallorca, pero a la mañana siguiente se avistó Menorca.

### Plan de invasión
Una fuerza principal debía desembarcar en la bahía de Mesquida, justo al norte del objetivo principal, el Puerto de Mahón, y una fuerza secundaria debía dirigirse a la bahía de Alcaufar, al sur del puerto, mientras que los otros dos puertos importantes de la isla, en Ciudadela y Fornells, serían bloqueados. La fuerza de Mesquida debía trasladarse rápidamente a la ciudad de Mahón, donde vivía el gobernador, para capturarlo a él y a cuantos soldados británicos fuera posible. La fuerza de Alcaufar debía bloquear la carretera que conducía desde el suburbio británico de Georgetown (actualmente Villacarlos), al fuerte del Castillo de San Felipe. Aproximadamente al mismo tiempo, una tercera fuerza iba a desembarcar en la playa Degollador en Ciudadela, para bloquear la carretera principal que cruzaba la isla. Finalmente, un destacamento desembarcaría en Fornells, para tomar allí un pequeño fuerte de artillería.

### Desarrollo real de la invasión

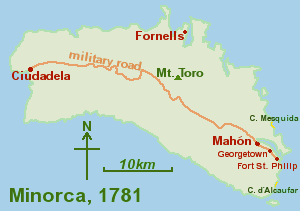
Elementos clave de Menorca (1781)

Este plan tenía un defecto básico: la suposición de que los británicos creerían que un gran convoy que se acercara a Menorca tenía intenciones amistosas. Además, hubo que modificar el planteamiento inicial a causa del viento, que obligó a la mayor parte de la flota a navegar por el sur de la isla, en lugar de hacerlo por el norte. Además, el desembarco en Ciudadela también fue temporalmente imposible. Así, sobre las 10.30 horas, la flota rodeó la isla de Aire, en el extremo sureste de Menorca, e inició la aproximación al puerto de Mahón, mientras el contingente de Alcaufar se dirigía a tierra. Poco después de las 11:30, el buque líder de la flota, el "San Pascual", pasó por el Castillo de San Felipe, con su tripulación en los puestos de batalla (no se esperaba una batalla inmediata, pero era una tradición naval). Finalmente, alrededor de las 13:00 horas, el buque "San Pascual" llegó a Mesquida, y poco a poco el resto de la flota fue llegando y se iniciaron los preparativos para el desembarco. A las 18.00 horas se izó la bandera española en la playa, a la que se rindió honores con una salva de 23 cañonazos.
Los británicos tenían una torre de vigilancia en la costa sur de Menorca y habían avistado la flota que se acercaba. Inmediatamente se envió un mensaje urgente a Mahón, posteriormente reforzado por un informe más detallado de la torre de vigilancia del monte Toro, situado en el centro de la isla. Al mediodía, la mayor parte del personal británico en Mahón había sido trasladado dentro de los muros del Castillo de San Felipe, se había colocado una cadena a través de la entrada al puerto y se estaban hundiendo pequeños barcos en el estrecho canal, imposibilitando la entrada por mar. Algunas personas notables, incluida la familia del gobernador, hicieron preparativos para navegar hacia un lugar seguro en Italia a bordo de un barco veneciano, y se remitió un mensaje sobre la invasión al enviado británico en Florencia, asegurándose en la nota que la guarnición estaba "en buen estado de salud y ánimo" y que presentaría "una vigorosa resistencia". El barco llegó a Livorno el 31 de agosto. Cuando las tropas españolas entraron en la localidad de Mahón, la mayor parte de la población restante estaba de su lado, y los saludó con vítores. En Georgetown solo se hicieron 152 prisioneros y las tropas enviadas a Ciudadela y Fornells el 20 de agosto solo encontraron fuerzas británicas simbólicas de unos 50 hombres. Mientras se hacían arreglos para poner la isla bajo administración española, De Crillon y el gobernador Murray intercambiaron cartas y los invasores comenzaron a preparar sus propias defensas contra los contraataques. El 23 de agosto había más de 7000 soldados españoles en Menorca, y pronto se les unieron 3000 más. La mayor parte de la flota partió una vez que las tropas estuvieron firmemente establecidas y Guichen regresó a Brest el 15 de septiembre.
Cuando la noticia de la invasión llegó a Gran Bretaña unas cuatro semanas después, los periódicos informaron que la guarnición estaba formada por unos 5660 hombres. Sin embargo, de esa cifra, 1500 eran miembros de la milicia local y 400 eran trabajadores civiles. Muy pocos miembros de esos grupos entraron realmente en el fuerte, excepto unos pocos miembros de la comunidad empresarial internacional que los británicos habían acogido en Menorca, especialmente norteafricanos, judíos y griegos (los invasores expulsarían al resto de los africanos y a las comunidades judías el 11 de septiembre, y a varios otros ciudadanos extranjeros poco después). Además, el número de soldados incluía a los capturados en otras partes de la isla por los invasores, por lo que el total real de combatientes en el fuerte estaría más cerca de 3000, y parece que incluso eso fue una exageración para desalentar a los invasores.

## Batalla

### El asedio
Pronto comenzaron los trabajos en los emplazamientos de armas para sitiar el castillo de San Felipe, siendo los más importantes en La Mola, en el lado opuesto de la boca del puerto, y en Binisaida, cerca de Georgetown (actualmente, la localidad de Villacarlos). Los británicos no lo pusieron fácil; apuntaron sus propias armas a los lugares de trabajo y, ocasionalmente, también enviaron tropas fuera del fuerte. La más notable de estas salidas tuvo lugar el 11 de octubre, cuando entre 400 y (según los periódicos españoles) 700 soldados cruzaron el puerto de La Mola y capturaron a ochenta soldados con ocho oficiales. Se enviaron tropas españolas en su persecución, pero ya demasiado tarde. Los oficiales fueron liberados posteriormente después de dar su palabra de honor de que no volverían a entrar en combate a menos que los intercambiaran por oficiales británicos capturados. Tres soldados británicos murieron en la acción. las relaciones entre Murray y su adjunto, el teniente general Sir William Draper, se estaban volviendo tensas en ese momento debido a discusiones sobre sus respectivas áreas de autoridad, y más adelante se deteriorarían mucho más.
El descontento cundió entre las tropas de De Crillon, comparándose la situación con el inútil ataque español a la ciudad de Argel realizado en 1775. Por lo tanto, se habían solicitado refuerzos, y coincidió que el primer barco cargado llegó a Fornells desde Marsella al día siguiente del ataque británico. El 23 de octubre se habían añadido dos brigadas (una francesa y otra alemana) con un total de 3886 hombres, que se añadieron a los 10.411 que ya estaban en la isla. También en este momento, el gobierno español solicitó a De Crillon que intentara una estrategia alternativa. Entre los informes bastante confusos que se filtraron a Gran Bretaña desde Menorca, retrasados varios meses, había dos cartas publicadas en los periódicos de Londres a finales de enero de 1782. Una era de Murray a De Crillon, fechada el 16 de octubre de 1781, recordándole claramente que el árbol genealógico de los Murray es tan noble como el del duque, y que cuando su rey le pidió a un ex duque de Crillon que traicionara su honor, él se negó. La otra es la respuesta de De Crillon, indicando que él personalmente se consideraba feliz al aceptar las críticas de Murray. La fuente de este intercambio fue una oferta al gobernador de 500.000 pesos (que entonces equivalían a poco más de 100.000 libras, aunque algunas fuentes los equiparan a un millón de libras) más un rango garantizado en el ejército español o francés, a cambio de la rendición.

### Gran bombardeo
El 11 de noviembre comenzaron a funcionar las baterías de morteros de los sitiadores. En los primeros días, el único elemento dañado dentro del castillo fue la cureña de un pequeño cañón de 6 libras. Una batería de morteros fue destruida cuando un proyectil disparado desde el castillo hizo estallar su polvorín. Los artilleros del castillo también lograron hundir un barco de suministro que intentaba descargar en el muelle de Georgetown. Estos hechos se informaron en dos cartas del general Murray, fechadas el 12 y 13 de noviembre, que de alguna manera llegaron a Inglaterra el 4 de diciembre. El gobierno británico también enviaba cartas a Murray, elogiando la valentía de la guarnición y prometiendo ayuda lo antes posible. En la práctica, con Gibraltar también bajo asedio, los británicos confiaban en las elaboradas mejoras que se habían realizado en el Castillo de San Felipe en 1756, que incluían el suministro de alimentos durante más de un año.
Después de casi dos meses dedicados al debilitamiento del fuerte con artillería, el 6 de enero de 1782 fue la fecha fijada para el comienzo del asalto final. En los primeros días de este ataque, los bombardeos intensificados de 100 cañones y 35 morteros causaron tal daño a las defensas exteriores, que Murray tuvo que retirar todas sus tropas dentro de la ciudadela interior. Sin embargo, cuando se aflojaba el fuego, los defensores comenzaban sus propios bombardeos de las posiciones de los atacantes, con más de 200 cañones y 40 morteros, y también hundieron otro barco de suministro el 12 de enero. Tres días después y mediante una granada incendiaria, los atacantes se vengaron prendiendo un almacén clave que contenía, entre otras cosas, gran parte del suministro de carne salada del fuerte, que ardió durante cuatro días. También por esta época la relación entre el gobernador Murray y el teniente gobernador Draper se rompió por completo y, después de un incidente desagradable, este último fue suspendido de su cargo.

## Derrota británica
Para la guarnición, la pérdida de la reserva de carne salada era un problema relativamente menor. Las mejoras en el fuerte no habían incluido huertas situadas a salvo de la artillería enemiga, por lo que los ocupantes no tenían acceso a verduras frescas, el remedio más fiable para combatir la enfermedad del escorbuto, que ahora se sabe que es causada por la deficiencia de vitaminas. Gradualmente, más y más soldados mostraban síntomas serios, y a principios de febrero el número de hospitalizados crecía en más de 50 por día. Para vigilar todos los puntos de las complejas defensas, se requería un mínimo de 415 hombres. El 3 de febrero, con tan solo 660 hombres capaces de realizar cualquier tarea, a la guarnición le faltaban 170 hombres de los 830 necesarios para mantener dos turnos de guardia en un día. De esos 660 hombres, 560 mostraron síntomas de escorbuto y varios de ellos murieron mientras estaban de guardia, habiendo optado por no informar de su estado de salud a los oficiales médicos.
Tras una serie de informes urgentes de su equipo médico, el 4 de febrero de 1782 el general Murray envió una lista de diez términos de rendición al duque de Crillon, basada en el principio de que la guarnición debería recibir transporte de regreso a Gran Bretaña, que sería pagado por el gobierno británico. Estas condiciones tuvieron que ser rechazadas, ya que de Crillon había recibido instrucciones de insistir en que la guarnición fuera declarada prisionera de guerra, aunque insinuó enérgicamente que debería ser posible llegar a un compromiso con los británicos. El acuerdo final, aceptado por ambas partes el 5 de febrero y firmado el 6 de febrero, permitía a los hombres convertirse en prisioneros de guerra temporales mientras esperaban los barcos de transporte, e incluso estipulaba que "en consideración de la constancia y el valor que el general Murray y sus hombres han mostrado en su valiente defensa, se les permitirá salir con las armas al hombro, al son de los tambores, con antorchas encendidas y sus banderas al viento, hasta que, habiendo marchado en medio del ejército, depongan las armas y las banderas". Así lo hicieron los 950 que podían caminar como era debido, las filas de tropas españolas y francesas se extendían a lo largo de ambos lados de la carretera desde el Castillo de San Felipe hasta Georgetown, donde los defensores depusieron las armas en rendición "solo a Dios". Aunque miró al frente mientras marchaba, Murray fue informado por De Crillon y su adjunto, el barón de Falkenhayn, que muchos de los franceses y españoles lloraron por lo que vieron. En algunos aspectos, De Crillon y sus subordinados fueron mucho más allá del acuerdo, y Murray señaló que proporcionaron "todo lo que puede contribuir a nuestra recuperación".

## Consecuencias
Las estimaciones de las bajas españolas fueron de 184 muertos y 380 heridos según la Gaceta de Madrid. Y según el informe de la London Gazette, 59 miembros de la guarnición británica murieron y 149 resultaron heridos. Esto dejó un balance de 2481 militares ingleses que se rindieron. El resto de personas que se rindieron en el fuerte inglés fueron 43 trabajadores civiles, 154 esposas y 212 niños. El castillo en sí sufrió daños irreparables, por lo que no puedo ser capturado ni reutilizado.
Tras su éxito, el duque de Crillon recibió el título de "duque de Mahón" y fue puesto a cargo del intento de recuperar Gibraltar, último bastión inglés en la propia península. Allí el conde se embarcó en un audaz plan para asaltar la ciudadela. Respecto al teniente general James Murray fue sometido a consejo de guerra en noviembre de 1782, acusado de cargos presentados por Sir William Draper. Murray fue declarado culpable de sólo dos delitos (el más grave de los cuales fue la emisión de una orden despectiva para su adjunto, lo que llevó a la suspensión de Draper en enero). En enero de 1783 fue condenado a una amonestación y poco después, por intervención directa del rey Jorge III, recibió una disculpa de Draper por ciertas palabras pronunciadas fuera del tribunal, que de otro modo podrían haber dado lugar a un duelo. En febrero fue ascendido a general de pleno derecho, pero habiendo cumplido 60 años durante el asedio, nunca regresó al servicio activo.
Respecto a la isla, Gran Bretaña volvió a capturar Menorca en 1798 durante las guerras revolucionarias francesas, pero la devolvió permanentemente a España en 1802 por el Tratado de Amiens.
Por esta recuperación territorial (la de 1782) se celebra cada año en España el 6 de enero la Pascua Militar.